# Komplet

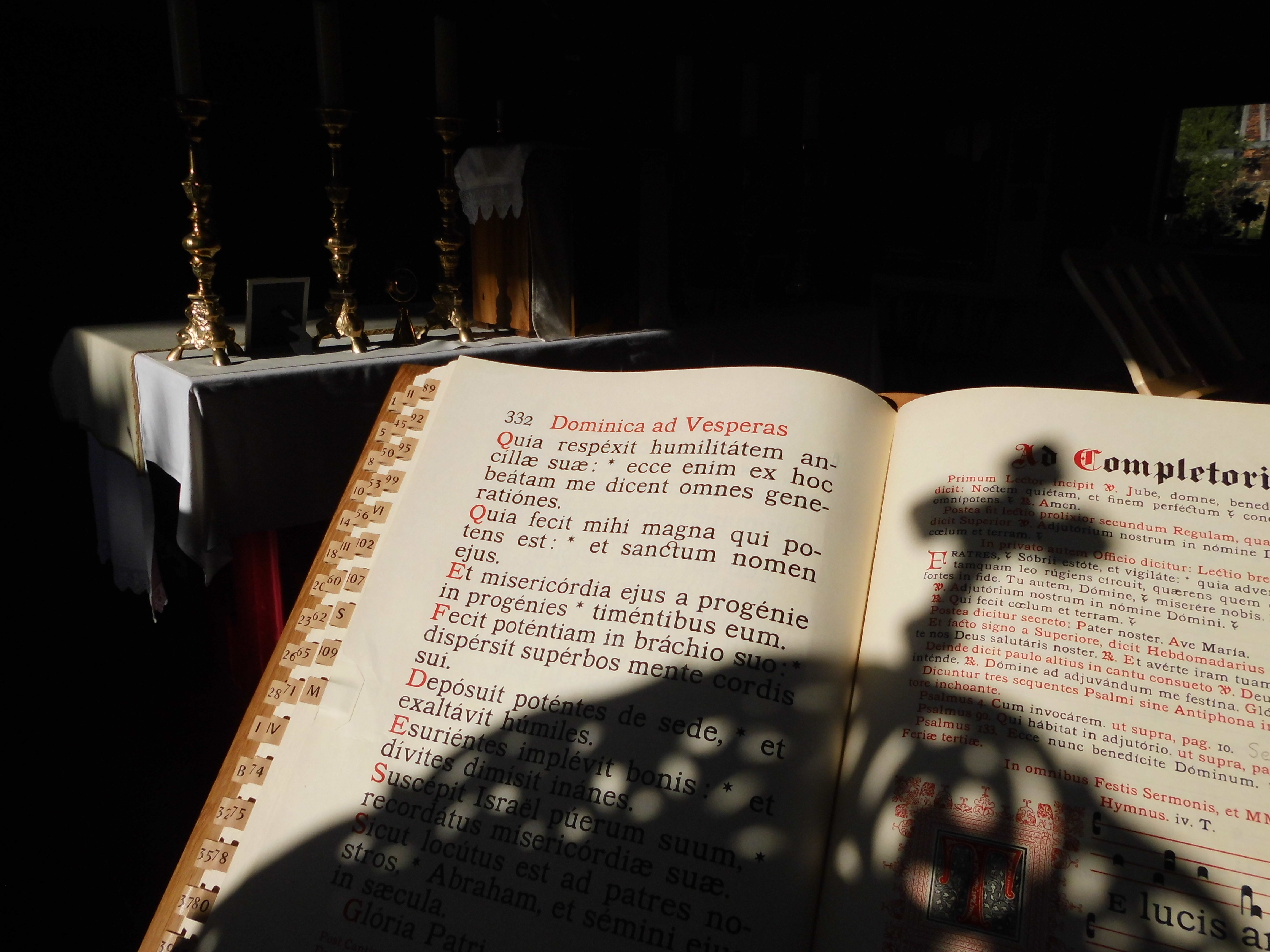
Zur Komplet (Kloster Eisbergen)

Die Komplet (lateinisch completorium ‚Schlussandacht‘) ist das Nachtgebet im Stundengebet der Christenheit. Im Byzantinischen Ritus wird sie griechisch Ἀπόδειπνον Apódeipnon (wörtlich „nach dem Essen“) genannt.

## Entstehung und Prägung
Die liturgische Tradition sowohl der katholischen als auch der anglikanischen und lutherischen Breviere geht auf die Benediktsregel zurück, die von der Magisterregel beeinflusst war, einer anonymen Mönchsregel aus dem 6. Jahrhundert. Die Komplet trat in dieser Zeit als Nachtgebet zum traditionellen Abendgebet, der Vesper, hinzu, da nach der Vesper in den Klöstern zu Abend gegessen und noch nötige Arbeiten erledigt wurden. Die Komplet wurde von den Mönchen unmittelbar vor der Nachtruhe im Schlafsaal gehalten.  Sie umfasste täglich die traditionellen drei Psalmen 4, 91 und 134. Auch das Responsorium breve „In manus tuas, Domine“ (Ps 31,6 ) und die Oration „Visita, quaesumus“ gehen auf mittelalterliche Tradition zurück. Das Canticum Nunc dimittis (Lk 2,29–32 ) wurde ursprünglich in der Vesper gesungen und ging später auf die Komplet über.
Die traditionellen Texte der Komplet sind geprägt von Gottvertrauen und Zuversicht und der Parallele von Schlaf und Tod: „Die Betenden dürfen gewiss sein, dass sie behütet sind, wenn sie im Schlaf ihr Bewusstsein aufgeben und die Kontrolle und Sicherheit über ihre Lebensgestaltung verlieren. […] Vor dem Hintergrund von Tod und Auferstehung Jesu wird jedes Einschlafen zu einer Vorausschau des eigenen Sterbens in die Hand Gottes hinein, dem das Auferstehen in die Gegenwart Gottes am nächsten Morgen (und darin versinnbildlicht nach der Auferweckung vom Tod) als Spiegelbild gegenübersteht.“ Gegen Ende des ersten Jahrtausends kam der Brauch auf, die Komplet mit einem marianischen Gesang zu schließen.
Die klösterliche Tradition wurde in Martin Luthers Abendsegen (im Kleinen Katechismus 1529) rezipiert, der damit eine Popularisierung der Komplet für den Gebrauch in der evangelischen Familie darstellt und eine große Breitenwirkung erreichte.

## Komplet seit der Brevierreform 1911
Im römischen Brevier wechselten seit der Brevierreform Papst Pius’ X. 1911 die Texte in einem wöchentlichen Zyklus. Das heutige, 1975 erschienene Stundenbuch führte für die Psalmen in den Horen einen vierwöchigen Turnus (Vierwochenpsalter) ein, für die Komplet wurde jedoch der einwöchige Turnus beibehalten, wenn auch mit anderer Psalmenauswahl. Die Psalmen 4, 91 und 134 wurden von 1911 bis 1975 am Sonntag gebetet, jetzt sieht das Stundenbuch nach der ersten Vesper des Sonntags die Psalmen 4 und 134 und den Psalm 91 nach der zweiten Vesper des Sonntags vor, für die übrigen Wochentage andere Psalmen. Man kann diese wechselnde Ordnung aber auch durch das tägliche Gebet der Sonntagspsalmen ersetzen, vor allem dann, wenn man die Komplet auswendig beten will.
Im Stundengebet der monastischen Orden (beispielsweise Benediktiner, Zisterzienser, Trappisten) wird die ältere Form der Komplet bis heute gebetet. In diesen Orden segnet der Obere die Mitglieder des Konvents nach der Komplet mit Weihwasser. Danach gilt bis zum Morgen das nächtliche Stillschweigen.
Die Kirche empfiehlt allen nicht zum vollen Stundengebet verpflichteten Gläubigen vor allem das Gebet von Laudes und Vesper als den „Eckpunkten“ des liturgischen Tages. Viele Menschen haben aber zur Komplet – gerade wegen ihres vertrauensvollen Charakters als Nachtgebet der Kirche – einen besonders guten Zugang.

## Komplet und liturgische Bewegung
Zwischen den beiden Weltkriegen entdeckten im katholischen Bereich die liturgische Bewegung und die Jugendbewegung die Komplet neu. Große Bedeutung hatten dabei das Heft Deutsche Komplet zum Singen für die Gemeinde, das 1933 vom Oratorium in Leipzig herausgegeben wurde und bis in die 1950er-Jahre mehrfach wieder aufgelegt wurde, wie auch von Pius Parsch Das kirchliche Nachtgebet (Komplet) für Gesang eingerichtet, erschienen ab 1929 im Volksliturgischen Apostolat Klosterneuburg.
Als in der Zeit des Nationalsozialismus 1937 die kirchliche Jugendarbeit stark eingeschränkt wurde, versammelten sich viele Jugendliche regelmäßig zur Komplet und beteten um Vertrauen und Zuversicht.
Der Komponist Christian Lahusen schuf 1948 Eine ruhige Nacht, einen vierstimmigen Kanon, dessen Worte aus dem Segen der Komplet stammen. Das Lied findet sich im Stammteil des Evangelischen Gesangbuches, EG 493 und im Gotteslob, GL 102.

## Aufbau
Es geht in der Regel ein Schuldbekenntnis voraus. Die Hore besteht aus einem Hymnus, Psalmen, einer Kurzlesung, dem Responsorium, dem neutestamentlichen Gesang Nunc dimittis (Lobgesang des Simeon; Lk 2,29–32 ) mit der Antiphon, einem Gebet und dem Segen für die Nacht.
Üblicherweise wird in der römisch-katholischen Kirche nach der Komplet noch die der Zeit im Kirchenjahr entsprechende marianische Antiphon gesungen.

### Ablauf
| Katholisch (Stundenbuch, 1975) | Katholisch (vor 1911, einzelne Orden)                     | Lutherisch (Agende II/ Evangelisches Gesangbuch)                            |
| --- | --------------------------------------------------------- | --------------------------------------------------------------------------- |
| Eröffnung und Schuldbekenntnis |                                                           |                                                                             |
| Eröffnungsversikel (Ps 70,2 ) |                                                           |                                                                             |
| Gloria Patri, Alleluia |                                                           |                                                                             |
| | Bitte um Segen, Segen („Eine ruhige Nacht…“)              | Aufforderung zum Gebet, Segen („Eine ruhige Nacht…“)                        |
| | Lesung (1 Petr 5,8–9 )                                    | Lesung (1 Petr 5,8–9)                                                       |
| | Versikel (Ps 124,8 )                                      | Versikel (Ps 124,8)                                                         |
| | Vaterunser                                                |                                                                             |
| Confiteor und Vergebungsbitte | Confiteor und Vergebungsbitte                             | Confiteor und Vergebungsbitte                                               |
| |                                                           | obiges ggf. gegenseitig Bekenntnis und Fürbitte: (Liturg-> Gem./Gem. ->Lit) |
| | Versikel Ps 85,4                                          | Versikel Ps 85,4                                                            |
| | Eröffnungsversikel (Ps 70, 2)                             | Ingressus                                                                   |
| | Gloria Patri, Alleluia                                    | obiges bestehend aus versikelhaftem Eröffnungsruf, Gloria Patri, Halleluja  |
| | Psalmgebet                                                | Psalmgebet                                                                  |
| | Psalmen 4/91/134                                          | Psalmen 4/91/134 (Kürzung möglich)                                          |
| Hymnus täglich wechselnd | Hymnus Te lucis ante terminum                             | Hymnus Te lucis ante terminum (übersetzt) oder ein anderes Lied             |
| Psalmgebet |                                                           |                                                                             |
| Samstag: Psalmen 4 und 134 Sonntag: Psalm 91 Montag: Psalm 86 Dienstag: Psalm 143 Mittwoch: Psalmen 31,2–6 und 130 Donnerstag: Psalm 16 Freitag: Psalm 88 |                                                           |                                                                             |
| Lesung (Kapitel, wechselnd) | Lesung (Capitulum, Jer 14,9 b )                           | Lesung (Jer 14,9)                                                           |
| Responsorium (nach Ps 31,6 ) | Responsorium (nach Ps 31,6)                               | Responsorium (nach Ps 31,6)                                                 |
| | Versikel (Ps 17,8 )                                       | Versikel (Ps 17,8)                                                          |
| Nunc dimittis (Lobgesang des Simeon) mit Antiphon Sei unser Heil, o Herr, wenn wir wachen                                                                 | Nunc dimittis mit Antiphon Salva nos, Domine, vigilantes… | Nunc dimittis                                                               |
| Schlussgebet |                                                           |                                                                             |
| |                                                           | Kyrie                                                                       |
| |                                                           | Vaterunser                                                                  |
| | Gebet (Sonntag)                                           | Wechselgebet (Preces) (nicht im EG)                                         |
| Oration (wechselnd) | Nachtgebet (fest)                                         | Nachtgebet (fest)                                                           |
| Abschluss |                                                           |                                                                             |
| | Wechselgruß                                               | Wechselgruß                                                                 |
| | Benedicamus                                               | Benedicamus                                                                 |
| Segen („Eine ruhige Nacht…“) | Segen (trinitarische Formel)                              | Segen (trinitarische Formel)                                                |
| ggf. marianische Antiphon | ggf. marianische Antiphon                                 |                                                                             |

### Textbeispiel: Komplet aus dem römischen Stundenbuch nach der zweiten Vesper am Sonntag und an Hochfesten
Zeichen bei den Psalmversen:
* Der erste und zweite Psalmversabschnitt wird durch den Asteriskus, das Sternchen, geteilt. An dieser Stelle soll der Beter kurz innehalten. Beim Gesang der Psalmen geht dem Asteriskus die Mediatio (Mittelkadenz) voraus.
+ Ein Kreuzchen oder ein Schrägstrich bezeichnet bei längeren Psalmversen die erste Teilung, die sogenannte Flexa (Beuge).  Bei der Flexa wird keine metrische Pause gemacht, nur geatmet, beim Singen auf den Flexa-Ton gewechselt.
P = Priester, A = Alle, V = Vorsänger, Ch = Choralschola
| P: Deus, in adiutorium meum intende, A: Domine, ad adiuvandum me festina. Gloria Patri et Filio et Spiritui Sancto, Sicut erat in principio et nunc et semper et in saecula saeculorum. Amen. (Alleluia.) | P: O Gott, komm mir zur Hilfe, A: Herr, eile mir zu helfen. Ehre sei dem Vater und dem Sohn und dem Heiligen Geist, wie im Anfang, so auch jetzt und alle Zeit, und in Ewigkeit. Amen. (Halleluja.) |
| In der Fastenzeit entfällt das Halleluja. Es folgt eine Gewissenserforschung in der Stille. | |
| A: Confiteor Deo omnipotenti et vos fratres, quia pecavi nimis cogitatione, verbo, opere et omissione: mea culpa, mea culpa, mea maxima culpa Ideo precor beatam Mariam semper virginem, omnes Angelos et Sanctos et vos fratres, orare pro me ad Dominum Deum nostrum P: Misereatur nostri omnipotens Deus, et demissis pecatis nostris, perducat nos ad vitam aeternam. Amen. | A: Ich bekenne Gott, dem Allmächtigen, und allen Brüdern und Schwestern, dass ich Gutes unterlassen und Böses getan habe, ich habe gesündigt in Gedanken, Worten und Werken, durch meine Schuld, durch meine Schuld, durch meine große Schuld. Darum bitte ich die selige Jungfrau Maria, alle Engel und Heiligen, und euch, Brüder und Schwestern, für mich zu beten, bei Gott, unserem Herrn. P: Der allmächtige Gott erbarme sich unser, Er lasse uns die Sünden nach, und führe uns zum ewigen Leben. Amen. |

| 1. Te lucis ante terminum, rerum creator poscimus, ut solita clementia sis praesul ad custodiam 2. Te corda nostra somnient, te per soporem sentiant, tuamque semper gloriam vicina luce concinant. 3. Vitam salubrem tribue, nostrum calorem refice, taetram noctis caliginem tua colustret claritas. 4. Praesta, Pater omnipotens, per Iesum Christum Dominum, qui tecum in perpetuum regnat cum Sancto Spiritu. Amen. | 1. Bevor des Tages Licht vergeht, o Herr der Welt, hör dies Gebet: Behüte uns in dieser Nacht durch Deine große Güt und Macht. 2. Hüllt Schlaf die müden Glieder ein, lass uns in Dir geborgen sein und mach am Morgen uns bereit zum Lobe Deiner Herrlichkeit 4. Dank Dir, o Vater, reich an Macht, der über uns voll Güte wacht, und mit dem Sohn und Heil’gen Geist des Lebens Fülle uns verheißt. Amen. |

| An Sonntagen und Hochfesten nach der ersten Vesper werden die Psalmen 4 und 134 gesungen, nach der zweiten Vesper der Psalm 91. | |
| Antiphon: | |
| V/A: Alis suis obumbrabit tibi; non timeris a timore nocturno | V/A: Mit Seinen Fittichen schirmt Er dich; du brauchst den Schrecken der Nacht nicht zu fürchten. |
| In der Osterzeit stattdessen: Alleluia, Alleluia, Alleluia. | |
| Psalm 91: Zuflucht bei Gott | |
| V: Qui habitat in protectione Altissimi * Ch: sub umbra Omnipotentis commorabitur. A: Dicet Domino + „Refugium meum et fortitudo mea, * Deus meus, sperabo in eum.“ Ch: Quoniam ipse liberabit te de laqueo venantium * et a verbo maligno A: Alis suis obumbrabit tibi, * et sub pennas eius confugies. Ch: Scutum et lorica veritas eius; * non timeris a timore nocturno, A: a sagitta volante in die, + a peste perambulante in tenebris * ab exterminio vastante in meridie. Ch: Cadent a latere tuo mille + et decem milia a dextris tuis; * ad te autem non appropinquabit. A: Quodsi oculis tuis consideraveris, * retributionem peccatorum videbis. Ch: Quoniam tu es Domine, refugium meum, * Altissimum posuisti habitaculum tuum. A: Non accedet at te malum, * et flagellum non appropinquabit tabernaculo tuo. Ch: Quoniam angelis suis mandavit de te, * ut custodiant te in omnibus viis tuis. A: In manibus portabunt te, * ne forte offendas ad lapidem pedem tuum. Ch: Super aspidem et basiliscum ambulabis, * et conculcabis leonem et draconem. A: Quoniam mihi adhaesit, liberabo eum; * suscipiam eum, quoniam cognovit nomen meum. Ch: Clamabit ad me et ego exaudiam eum; + cum ipso sum in tribulatione, * eripiam eum et glorificabo eum. A: Longitudine dierum replebo eum, * et ostendam illi salutare meum. Ch: Gloria Patri et Filio * et Spiritui Sancto. A: Sicut erat in principio et nunc et semper * et in saecula saeculorum. Amen. | V: Wer im Schutz des Höchsten wohnt * Ch: und ruht im Schatten des Allmächtigen, A: der sagt zum Herrn: + ‚Du bist für mich Zuflucht und Burg, mein Gott, dem ich vertraue!‘ Ch: Er rettet dich aus der Schlinge des Jägers * und aus allem Verderben. A: Er beschirmt dich mit seinen Flügeln, * unter seinen Schwingen findest du Zuflucht. Ch: Schild und Schutz ist dir seine Treue; * du brauchst dich vor dem Schrecken der Nacht nicht zu fürchten A: noch vor dem Pfeil, der am Tag dahinfliegt + nicht vor der Pest, die im Finstern schleicht, * vor der Seuche, die wütet am Mittag. Ch: Fallen auch tausend zu deiner Seite + dir zur Rechten zehnmal tausend, * so wird es doch dich nicht treffen. A: Ja, du wirst es sehen mit deinen Augen, * wirst zuschauen, wie den Frevlern vergolten wird. Ch: Denn der Herr ist deine Zuflucht, * du hast dir den Höchsten als Schutz erwählt. A: Dir begegnet kein Unheil, * kein Unglück naht deinem Zelt. Ch: Denn er befiehlt seinen Engeln, * dich zu behüten auf all deinen Wegen. A: Sie tragen dich auf ihren Händen, * damit dein Fuß nicht an einen Stein stößt. Ch: Du schreitest über Löwen und Nattern, * trittst auf Löwen und Drachen. A: „Weil er an mir hängt, will Ich ihn retten, * ich will ihn schützen, denn er kennt meinen Namen.“ Ch: Wenn er mich anruft, dann will Ich ihn erhören. + Ich bin bei ihm in der Not, * befreie ihn und bringe ihn zu Ehren. A: Ich sättige ihn mit langem Leben, * und lasse ihn schauen mein Heil. Ch: Ehre sei dem Vater und dem Sohn * und dem Heiligen Geist. A: Wie im Anfang, so auch jetzt und alle Zeit, * und in Ewigkeit. Amen. |
| Wiederholung der Antiphon: | |
| A: Alis suis obumbrabit tibi; non timeris a timore nocturno. | A: Mit seinen Fittichen schirmt er dich; du brauchst den Schrecken der Nacht nicht zu fürchten. |
| In der Osterzeit stattdessen: Alleluia, Alleluia, Alleluia. | |

Lesung (Kapitel)
Ein Schrifttext (Bsp: Dtn 6,4–7  oder Offb 22,4–5 )
| Ch/A: In manus tuas, Domine, commendo spiritum meum. Ch: Redemisti nos, Domine, Deus veritatis. A: Commendo spiritum meum. Ch: Gloria Patri et Filio et Spiritui Sancto. A: In manus tuas, Domine, commendo spiritum meum. | Ch/A: Herr, auf dich vertraue ich, in deine Hände lege ich mein Leben. Ch: Lass leuchten über deinem Knecht dein Antlitz, hilf mir in deiner Güte. A: In deine Hände lege ich mein Leben. Ch: Ehre sei dem Vater und dem Sohn und dem Heiligen Geist. A: Herr, auf dich vertraue ich, in deine Hände lege ich mein Leben. |

| Antiphon: | |
| Ch/A: Salva nos, Domine vigilantes, custodi nos dormientes: ut vigilemus cum Christo et requiescamus in pace. V: Nunc dimittis servum tuum, Domine * Ch: secundum verbum tuum in pace: A: Quia viderunt oculi mei * salutare tuum. Ch: Quod parasti * ante faciem omnium populorum, A: Lumen et revelationem gentium * et gloriam plebis tuae Israel. Ch: Gloria Patri et Filio * et Spiritui Sancto. A: Sicut erat in principio et nunc et semper * et in saecula saeculorum. Amen. A: Salva nos, Domine vigilantes, custodi nos dormientes: ut vigilemus cum Christo et requiescamus in pace. | Ch/A: Sei unser Heil, o Herr, wenn wir wachen, und unser Schutz, wenn wir schlafen; damit wir wachen mit Christus und ruhen in seinem Frieden. V: Nun lässt Du, Herr, deinen Knecht, * Ch: wie du gesagt hast, in Frieden scheiden: A: Denn meine Augen haben das Heil gesehen, * Ch: das du vor allen Völkern bereitet hast. A: Ein Licht, das die Heiden erleuchtet, * und Herrlichkeit für dein Volk Israel. Ch: Ehre sei dem Vater und dem Sohn * und dem Heiligen Geist. A: Wie im Anfang, so auch jetzt und alle Zeit * und in Ewigkeit. Amen. A: Sei unser Heil, o Herr, wenn wir wachen, und unser Schutz, wenn wir schlafen: damit wir wachen mit Christus und ruhen in seinem Frieden. |
| In der Osterzeit: Alleluia/Halleluja. | |

| An Sonntagen: | |
| P: Oremus. Vox nostra te, Domine, humiliter deprecetur, ut, dominicae resurectionis hac die mysterio celebrato, in pace tua securi a malis omnibus quiescamus, et in tua resurgamus laude gaudentes. Per Christum Dominum Nostrum. A: Amen. | P: Lasset uns beten. Allmächtiger Gott, wir haben heute das Geheimnis der Auferstehung unseres Herrn gefeiert. Am Abend rufen wir zu dir: Bewahre uns in dieser Nacht vor allem Bösen laß uns in Frieden ruhen und morgen den neuen Tag mit deinem Lob beginnen Darum bitten wir durch Christus unseren Herrn. A: Amen. |

| P: Noctem quietam et finem perfectum concedat nobis Dominus omnipotens. A: Amen. | P: Eine ruhige Nacht und ein gutes Ende gewähre uns der allmächtige Herr. A: Amen. |

Marianische Antiphon
Die marianische Antiphon schließt sich meist an die Komplet an und entbietet den letzten Gruß des Tages an die Gottesmutter. Beim Gebet in Gemeinschaft kann die Antiphon auch am Ende der Vesper gesungen werden, wenn diese die letzte in Gemeinschaft gebetete Hore des Stundengebetes ist.